# STS-127
Prévue pour juin 2009, la mission STS-127 de la navette spatiale Endeavour est la 127e mission de la navette spatiale et la 29e à destination de la Station spatiale internationale. Son but principal est de fournir et installer le dernier élément du module expérimental japonais Kibō. Le lancement, après avoir été reporté à la suite d'une fuite d'hydrogène dans le système de remplissage du réservoir, et à de multiples contraintes orageuses, a eu lieu le 15 juillet 2009 à 22:03 UTC. Cette mission a pris fin le 31 juillet 2009 à 14:48 UTC.

## Objectifs
- Terminer l'installation du module japonais d'expérimentation Kibō et de la plateforme japonaise externe d'expérimentation, un complexe construit par l'Agence spatiale japonaise. Cet équipement servira de plateforme pour des expériences effectuées dans l'environnement spatial et pour un petit bras robotique utilisé pour positionner les expériences à l'extérieur de la station.
- Livraison de six nouvelles batteries pour la poutrelle P6.
- Livraison d'un mécanisme d'entraînement de rechange pour le transporteur mobile.
- Livraison d'une perche de rechange pour l'antenne en bande Ku.

## Détails
- 127e mission de navette spatiale
- 29e vol d'assemblage de la Station spatiale internationale
- 23e vol de la navette Endeavour
- Lancement 15 juillet 2009
- Mission d'une durée de 16 jours
- Cinq sorties spatiales
- Treize personnes cohabitent dans la Station spatiale internationale pour la première fois[4].
- Deux astronautes canadiens cohabitent dans la Station spatiale internationale pour la première fois
- Cette mission emportera la 500e personne dans l'espace[5]
- Le 22 juillet 2009, la troisième sortie dans l'espace a dû être écourtée en raison d'une augmentation du niveau de gaz carbonique dans le scaphandre de Christopher J. Cassidy due à une défaillance du réservoir d'hydroxyde de lithium.

## Équipage
La NASA a annoncé l'équipage prévu pour cette mission le 11 février 2008 :
- Commandant : Mark L. Polansky  (3)  États-Unis
- Pilote : Douglas G. Hurley (1)  États-Unis
- Spécialiste de mission 1 : Christopher J. Cassidy (1)  États-Unis
- Ingénieur de vol - Spécialiste de mission 2:  Julie Payette (2)  Canada
- Spécialiste de mission 3 : David A. Wolf (4)  États-Unis
- Spécialiste de mission 4 : Thomas H. Marshburn (1)  États-Unis
- Spécialiste de mission 5 : Timothy Kopra (1)  États-Unis

Le chiffre entre parenthèses indique le nombre de vols spatiaux effectués par l'astronaute, STS-127 inclus.